# Мокляки (Черниговская область)
Мокляки (укр. Мокляки) — село в Прилукском районе Черниговской области Украины. Население — 178 человек. Занимает площадь 0,963 км².
Код КОАТУУ: 7424185803. Почтовый индекс: 17586. Телефонный код: +380 4637.

## География
Расстояние до районного центра:Прилуки : (20 км.), до областного центра:Чернигов (145 км.), до столицы:Киев (139 км.). Ближайшие населенные пункты: Новая Гребля 1 км, Кроты, Мохновка и Макеевка 2 км.

## Власть
Орган местного самоуправления — Новогребельский сельский совет. Почтовый адрес: 17586, Черниговская обл., Прилукский р-н, с. Новая Гребля, ул. Канакина, 27.